# María Del Cerro
María Eugenia  Del Cerro (Buenos Aires, Argentina, 20 de março de 1985) é uma atriz, modelo e cantora ocasional argentina. Ela começou sua carreira de modelo ao ganhar o reality show de modelos SúperM em 2001. Começou sua carreira de atriz em 2007, na série de televisão Romeo y Julieta. Seu maior papel até agora veio com a Cris Morena Group na série Casi ángeles. Antes disso, Del Cierro também era conhecida por ser namorada do popular ator Benjamín Rojas. Atualmente está namorando com o DJ argentino, Jaime "Meme" Bouquet, com quem mantém uma relação desde 2010. O casal têm duas filhas: Mila e Cala.

## Carreira
María Del Cerro começou sua carreira de modelo por ganhar o reality show de modelos SúperM em 2001. Ela então tornou-se garota propaganda de vários comerciais para, por exemplo UFO, Ricky Sarkany, Ivana Picallo, Sweet Victorian, Muaa, Naffta, Union Good, Batido Express e Anca & Co, e também fez desfiles de moda. Em 2007, Del Cerro fez o papel de Camille Donté na série Romeo y Julieta, no Canal 9, que foi o seu papel de estreia. No mesmo ano ela começou a representar Melody Paz na série Casi Ángeles da produtora Cris Morena Group, co-estrelada por Emilia Attias, Nicolás Vázquez e Teen Angels. Seu papel inicial era o de uma patricinha que renegava a própria mãe por esta ser empregada doméstica. Mais adiante, Melody ganhou uma postura madura, inclusive tornando-se mãe na 4º temporada da série. Em 28 de Fevereiro de 2011, a atriz fez uma participação na novela Los Únicos, onde interpretou Carolina. Em 2012 foi escalada para uma  produção do El Trece, chamada "El Lobo".